# Vegard Forren
Vegard Valgermo Forren (Kyrksæterøra, 16 februari 1988) is een Noors voetballer die doorgaans speelt als centrale verdediger. In januari 2024 verruilde hij KÍ Klaksvík voor SK Træff. Forren maakte in 2012 zijn debuut in het Noors voetbalelftal.

## Clubcarrière
Forren speelde vanaf 2007 voor Molde FK. Hij tekende voor vijf jaar bij de Noorse topclub en stond eveneens onder interesse van onder meer AC Milan, Newcastle United, Liverpool en 1899 Hoffenheim. In 2011 en 2012 werd hij met Molde landskampioen en hij besloot op 18 januari 2013 de overstap te maken naar Southampton. Bij de Engelse club kwam hij echter niet aan spelen toe in het eerste elftal en na een half jaar keerde hij weer terug naar Molde. Gedurende drieënhalf seizoen kwam hij tot ruim negentig optredens in competitieverband. Eind 2016 verliep zijn verbintenis en hierop verliet hij de club. In maart tekende hij tot het einde van het seizoen 2016/17 bij Brighton & Hove Albion. Die ploeg promoveerde dat seizoen naar de Premier League, maar Forren kwam niet in actie in het restant van het seizoen. Hierop keerde de Noor in de zomer van 2017 voor de derde maal terug naar Molde. Hierna speelde hij bij SK Brann en na een periode bij Eide og Omegn ging hij in februari 2022 naar SK Træff. Een jaar later trok KÍ Klaksvík hem aan. Forren keerde na een jaar weer terug bij SK Træff.

## Interlandcarrière
Forren maakte zijn debuut in het Noors voetbalelftal op 18 januari 2012. Op die dag werd een vriendschappelijke wedstrijd tegen Thailand met 0–1 gewonnen. De verdediger mocht in de basis beginnen en werd in de rust gewisseld voor Tore Reginiussen. Die zou in de tweede helft tekenen voor het enige doelpunt van de wedstrijd. In de EK-kwalificatiewedstrijd tegen Bulgarije op 3 september 2015 maakte Forren zijn eerste interlanddoelpunt; het doelpunt dat hij maakte in de zevenenvijftigste minuut was genoeg voor de overwinning (0–1).
| Interlands van Vegard Forren voor Noorwegen | Interlands van Vegard Forren voor Noorwegen | Interlands van Vegard Forren voor Noorwegen | Interlands van Vegard Forren voor Noorwegen | Interlands van Vegard Forren voor Noorwegen | Interlands van Vegard Forren voor Noorwegen |
| №                                           | Datum                                       | Wedstrijd                                   | Uitslag                                     | Competitie                                  | Goals                                       |
| Als speler van Molde FK                     | Als speler van Molde FK                     | Als speler van Molde FK                     | Als speler van Molde FK                     | Als speler van Molde FK                     | Als speler van Molde FK                     |
| ------------------------------------------- | ------------------------------------------- | ------------------------------------------- | ------------------------------------------- | ------------------------------------------- | ------------------------------------------- |
| 1                                           | 18 januari 2012                             | Thailand – Noorwegen                        | 0 – 1                                       | Vriendschappelijk                           |                                             |
| 2                                           | 21 januari 2012                             | Zuid-Korea – Noorwegen                      | 3 – 0                                       | Vriendschappelijk                           |                                             |
| 3                                           | 12 oktober 2012                             | Zwitserland – Noorwegen                     | 1 – 1                                       | WK 2014 kwalificatie                        |                                             |
| 4                                           | 16 oktober 2012                             | Cyprus – Noorwegen                          | 1 – 3                                       | WK 2014 kwalificatie                        |                                             |
| 5                                           | 14 november 2012                            | Hongarije – Noorwegen                       | 0 – 2                                       | Vriendschappelijk                           |                                             |
| Als speler van Southampton                  |                                             |                                             |                                             |                                             |                                             |
| 6                                           | 6 februari 2013                             | Noorwegen – Oekraïne                        | 0 – 2                                       | Vriendschappelijk                           |                                             |
| 7                                           | 22 maart 2013                               | Noorwegen – Albanië                         | 0 – 1                                       | WK 2014 kwalificatie                        |                                             |
| Als speler van Molde FK                     |                                             |                                             |                                             |                                             |                                             |
| 8                                           | 14 augustus 2013                            | Zweden – Noorwegen                          | 4 – 2                                       | Vriendschappelijk                           |                                             |
| 9                                           | 15 november 2013                            | Denemarken – Noorwegen                      | 2 – 1                                       | Vriendschappelijk                           |                                             |
| 10                                          | 19 november 2013                            | Noorwegen – Schotland                       | 0 – 1                                       | Vriendschappelijk                           |                                             |
| 11                                          | 15 januari 2014                             | Moldavië – Noorwegen                        | 1 – 2                                       | Vriendschappelijk                           |                                             |
| 12                                          | 5 maart 2014                                | Tsjechië – Noorwegen                        | 2 – 2                                       | Vriendschappelijk                           |                                             |
| 13                                          | 31 mei 2014                                 | Noorwegen – Rusland                         | 1 – 1                                       | Vriendschappelijk                           |                                             |
| 14                                          | 27 augustus 2014                            | Noorwegen – Verenigde Arabische Emiraten    | 0 – 0                                       | Vriendschappelijk                           |                                             |
| 15                                          | 3 september 2014                            | Engeland – Noorwegen                        | 1 – 0                                       | Vriendschappelijk                           |                                             |
| 16                                          | 9 september 2014                            | Noorwegen – Italië                          | 0 – 2                                       | EK 2016 kwalificatie                        |                                             |
| 17                                          | 10 oktober 2014                             | Malta – Noorwegen                           | 0 – 3                                       | EK 2016 kwalificatie                        |                                             |
| 18                                          | 13 oktober 2014                             | Noorwegen – Bulgarije                       | 2 – 1                                       | EK 2016 kwalificatie                        |                                             |
| 19                                          | 12 november 2014                            | Noorwegen – Estland                         | 0 – 1                                       | Vriendschappelijk                           |                                             |
| 20                                          | 16 november 2014                            | Azerbeidzjan – Noorwegen                    | 0 – 1                                       | EK 2016 kwalificatie                        |                                             |
| 21                                          | 28 maart 2015                               | Kroatië – Noorwegen                         | 5 – 1                                       | EK 2016 kwalificatie                        |                                             |
| 22                                          | 8 juni 2015                                 | Noorwegen – Zweden                          | 0 – 0                                       | Vriendschappelijk                           |                                             |
| 23                                          | 12 juni 2015                                | Noorwegen – Azerbeidzjan                    | 0 – 0                                       | EK 2016 kwalificatie                        |                                             |
| 24                                          | 3 september 2015                            | Bulgarije – Noorwegen                       | 0 – 1                                       | EK-kwalificatie                             | 57'                                         |
| 25                                          | 6 september 2015                            | Noorwegen – Kroatië                         | 2 – 0                                       | EK 2016 kwalificatie                        |                                             |
| 26                                          | 10 oktober 2015                             | Noorwegen – Malta                           | 2 – 0                                       | EK 2016 kwalificatie                        |                                             |
| 27                                          | 13 oktober 2015                             | Italië – Noorwegen                          | 2 – 1                                       | EK 2016 kwalificatie                        |                                             |
| 28                                          | 12 november 2015                            | Noorwegen – Hongarije                       | 0 – 1                                       | EK 2016 kwalificatie                        |                                             |
| 29                                          | 15 november 2015                            | Hongarije – Noorwegen                       | 2 – 1                                       | EK 2016 kwalificatie                        |                                             |
| 30                                          | 24 maart 2016                               | Estland – Noorwegen                         | 0 – 0                                       | Vriendschappelijk                           |                                             |
| 31                                          | 1 juni 2016                                 | Noorwegen – IJsland                         | 3 – 2                                       | Vriendschappelijk                           |                                             |
| 32                                          | 5 juni 2016                                 | België – Noorwegen                          | 3 – 2                                       | Vriendschappelijk                           |                                             |
| 33                                          | 11 november 2016                            | Tsjechië – Noorwegen                        | 2 – 1                                       | WK 2018 kwalificatie                        |                                             |

Bijgewerkt op 25 april 2025.

## Erelijst
| Competitie       |          |                  |          |          |
| Competitie       | Aantal   | Jaren            |          |          |
| Molde FK         | Molde FK | Molde FK         | Molde FK | Molde FK |
| ---------------- | -------- | ---------------- | -------- | -------- |
| Adeccoligaen     | 1        | 2007             |          |          |
| Eliteserien      | 3        | 2011, 2012, 2014 |          |          |
| NM Cupen         | 2        | 2013, 2014       |          |          |
| KÍ Klaksvík      |          |                  |          |          |
| Stórsteypadystur | 1        | 2023             |          |          |